# Limni tis Vouliagmenis
Der Limni tis Vouliagmenis (griechisch Λίμνη της Βουλιαγμένης, dt.: Vouliagmeni-See) ist ein natürlicher See mit Wasser mit therapeutischen Eigenschaften in Attika in Griechenland. Er ist als Natura 2000-Schutzgebiet ausgewiesen und wurde als zusätzlich als Landschaft von natürlicher Schönheit (τοπίο ιδιαίτερου φυσικού κάλους) charakterisiert.

## Geographie
Der See liegt am Fuß des Hymettos, nahe dem Meer. Er befindet sich in einer 260 Meter langen und 145 Meter breiten offenen Höhlung und liegt einen halben Meter über dem Meeresspiegel. Sein Wasser kommt aus einer Tiefe von 50 bis 100 Metern und hat eine Temperatur von 22 °C bis 29 °C, was darauf hindeutet, dass er in einer gewissen Tiefe mit der Ägäis in Verbindung steht. Der See wird außerdem von einer Süßwasserquelle in 17 Metern Tiefe gespeist. Im See gibt es unterirdische Verbindungen mit der Bucht von Vouliagmeni (Órmos Vouliagménis, Όρμος Βουλιαγμένης).
Der See entstand, als vor etwa 2000 Jahren aufgrund von Erosion und tektonischen Bewegungen ein Teil der Decke einer großen unterirdischen Höhle einstürzte. Es gibt keine Aufzeichnungen darüber aus der Antike, nicht einmal von Pausanias. Die Höhle erstreckt sich in den Kalksteinfelsen der Gegend. Die erforschte Länge beträgt 3123 m. 14 Tunnel sind bekannt und es gibt auch einen großen unterirdischen Stalagmiten. Der Boden des Sees ist schlammig und enthält einen hohen Anteil an schwefelhaltigen Verbindungen. Das Wasser des Sees hat einen hohen Gehalt an Spurenelementen wie Kalium, Natrium, Lithium, Ammonium, Calcium, Eisen, Chlor und Iod. Das Wasser des Sees ist gut bei rheumatischen Erkrankungen, Sportverletzungen, Erkrankungen des Nervensystems, Dermatopathien und gynäkologischen Erkrankungen. Es gibt einen kleinen Badestrand.

## Biodiversität
In den 1980er Jahren wurde im See eine Seeanemonenart, Paranemonia vouliagmeniensis, entdeckt, die ausschließlich in diesem See lebt. Auch zwei Arten von Muscheln, Abra ovata und Cerastoderma glaucum, wurden im See gefunden. Auch die Rötliche Saugbarbe ist im See anzutreffen.
Die Grundel Millerigobius macrocephalus wurde ebenfalls im See gefunden, wobei der größere Teil der Population in den flachen Bereichen des Sees zu beobachten ist.

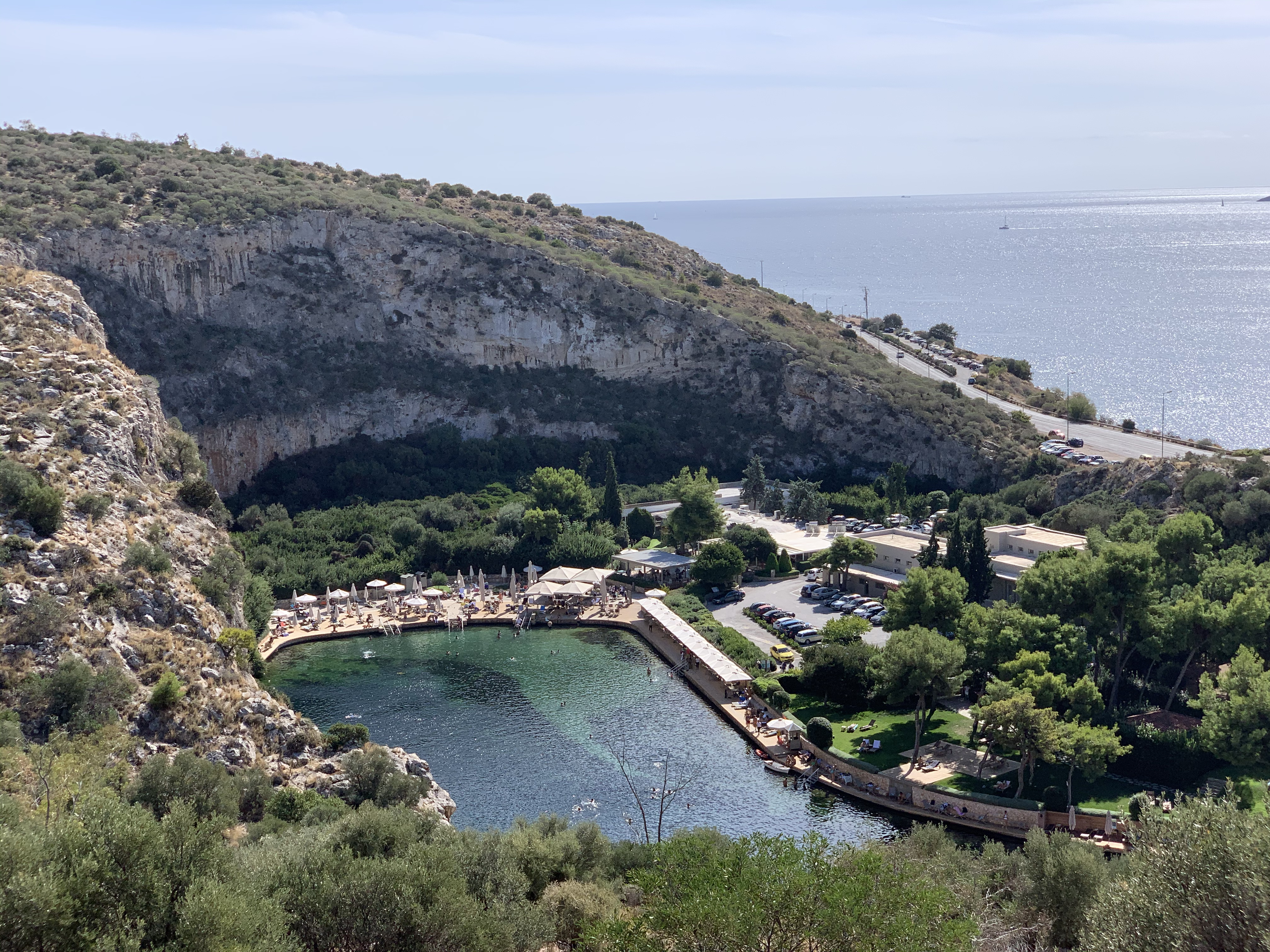
Vouliagmenis-See.

## Naturschutz
Das Gebiet wurde zum Naturdenkmal (φυσικό μνημείο, Fisiko Mnimio) erklärt und als Schutzgebiet des Natura-2000-Netzwerks mit dem Code GR3000006 katalogisiert. Darüber hinaus wurde es vom Kultusministerium als Topos idietrou tsisikokou Kalous (Τόπος Ιδιαίτερου Τισικόκου Καλους) bezeichnet.